# Benz Bz.III

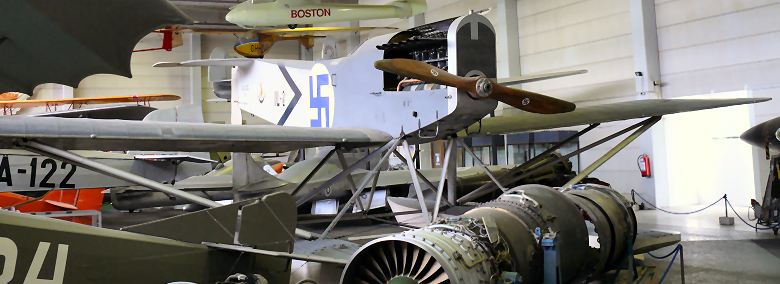
Przód samolotu I.V.L. A.22 Hansa napędzanego silnikiem Benz Bz.III

Benz Bz.III – niemiecki sześciocylindrowy silnik rzędowy, chłodzony wodą, o mocy 150 KM (112 kW) przy 1400 obrotach na minutę. Skonstruowany został w 1914 do wykorzystania w przemyśle lotniczym. Silnik ten używany był do napędzania wielu niemieckich samolotów z wczesnego okresu I wojny światowej, w tym m.in. w takich konstrukcjach, jak AEG C.I, AEG C.II, AEG C.III, AEG C.IV, Albatros C.I, Albatros C.III, Albatros G.II czy Hansa-Brandenburg W.29. Silnik ten nie miał nic wspólnego z noszącymi podobne oznaczenie późniejszymi silnikami Benz Bz.IIIa i Benz B.IIIb - ten ostatni w układzie V-8.